# Veniliornis
Veniliornis este un gen de păsări din familia ciocănitoarelor Picidae. Sunt răspândite din sud-vestul Costa Rica, prin America Centrală și de Sud până în sudul Argentinei și Chile.

## Taxonomie
Genul a fost introdus de ornitologul francez Charles Lucien Bonaparte în 1854. Cuvântul Veniliornis combină numele zeității romane Venilia⁠(d) cu cuvântul grecesc ornis care înseamnă „pasăre”. Specia tip a fost desemnată ca ciocănitoare de culoarea sângelui (Veniliornis sanguineus) de zoologul englez George Robert Gray în 1855.

### Specii
Genul conține 14 specii:
- Veniliornis callonotus
- Veniliornis dignus
- Veniliornis nigriceps
- Veniliornis frontalis
- Veniliornis passerinus
- Veniliornis spilogaster
- Veniliornis sanguineus
- Veniliornis kirkii
- Veniliornis affinis
- Veniliornis chocoensis
- Veniliornis cassini
- Veniliornis maculifrons
- Veniliornis lignarius
- Veniliornis mixtus